# Mutilator (brazilská hudební skupina)
Mutilator (známá i jako Mutilator 666) je brazilská thrash/death metalová kapela založená v roce 1985 ve městě Belo Horizonte.

První sestava byla: zpěvák a baskytarista Kleber, kytarista Alexander "Magoo," baskytarista Ricardo Neves a bubeník Rodrigo Neves.
Debutové studiové album s názvem Immortal Force bylo vydáno v roce 1987. Kapela se rozpadla v roce 1989, celkem vydala v tomto období dvě regulérní alba (tím druhým bylo Into the Strange). V roce 2018 se skupina znovu obnovila.

## Diskografie
Dema
- Bloodstorm (1986)
- Grave Desecration (1986)

Studiová alba
- Immortal Force (1987)
- Into the Strange (1988)

Kompilační alba
- Evil Conspiracy - Demos and Rehearsals 1986 (2016)

Živá alba
- Live at Lemmy's Bar (2021)

Split nahrávky
- Warfare Noise (1986) – společně s brazilskými kapelami Sarcófago, Chakal a Holocausto

Samplery
- The Lost Tapes of Cogumelo (1990) – společně s brazilskými kapelami Sepultura, Overdose, Sarcófago, Chakal a Holocausto[3]

Videa
- Lost from Mutilator: The Audio and Video (2015) – DVD